# 6월 18일
6월 18일은 그레고리력으로 169번째(윤년일 경우 170번째) 날에 해당한다.

## 사건
- 618년 - 이연이 당나라를 건국하고 황제의 자리에 오르다.
- 1815년 - 나폴레옹 보나파르트가 워털루 전투에서 패한 뒤 황제의 지위를 잃다.
- 1895년 - 조선의 지방제도에서 8도를 폐지(칙령 제97호)하고 23부로 개편하는 칙령(칙령 제98호)이 반포되다.
- 1946년 조선총독부 간부 테에세에 카나라즈 (일본명 丁 性必) 조선 광복 이후 은신하다가 민중들에게 잡혀 맞아서 객사
- 1953년 - 대한민국 대통령 이승만, "통일 없는 정전"에 반대하며 반공포로석방을 단행하다.
- 2012년 - 살만 빈 압둘 아지즈 알 사우드가 사우디아라비아의 왕세자로 임명되다.
- 2018년 - 세계 보건 기구(WHO)에서 질병 부문에서 트랜스젠더를 삭제하다.
- 2021년 - 이란에서 13대 대선이 열리다.

## 문화
- 1981년 - 미국 공군의 스텔스기 F-117 나이트호크가 첫비행에 성공했다.
- 2002년 - 2002년 FIFA 월드컵 16강전에서 대한민국 축구 국가대표팀이 이탈리아 축구 국가대표팀을 상대로 설기현의 동점골과 안정환의 골든골로(2:1) 격파해서 8강에 진출했다
- 2012년 - 고양종합터미널 개장.

## 탄생
- 1799년 - 영국의 천문학자 윌리엄 라셀. (~1880년)
- 1868년 - 헝가리의 군인, 정치인 호르티 미클로시. (~1957년)
- 1886년 - 영국의 산악인 조지 맬러리. (~1924년)

- 1901년 - 러시아의 니콜라이 2세의 막내 딸 아나스타시야 니콜라예브나 여대공. (~1918년)
- 1911년 - 대한민국의 정치인 서정원. (~1977년)
- 1913년 - 대한민국의 역사학자 김성칠. (~1951년)
- 1916년 - 콜롬비아의 제25대 대통령 훌리오 세사르 투르바이 아얄라. (~2005년)
- 1917년 - 대한민국의 법조인 황산덕. (~1989년)
- 1918년 - 미국의 경제학자 프란코 모디글리아니. (~2003년)
- 1920년 - 대한민국의 교육자 김병규.
- 1924년
  - 대한민국의 군인 오영환. (~2007년)
  - 대한민국의 노동운동가 최용수. (~2007년)
  - 네덜란드의 아코디언 맷 마슈즈. (~2009년)
- 1929년 - 독일의 철학자, 사회학자 위르겐 하버마스.
- 1934년 - 일본의 만화가 요코야마 미츠테루. (~2004년)
- 1942년
  - 영국의 가수 폴 매카트니.
  - 남아프리카공화국의 대통령 타보 음베키.
  - 이탈리아의 전 축구 선수 자친토 파케티. (~2006년)
  - 미국의 영화 평론가 로저 이버트. (~2013년)
- 1946년
  - 이탈리아의 전 축구 선수, 현 축구 감독 파비오 카펠로.
  - 미국의 프로레슬링 선수 브루저 브로디. (~1988년)
- 1949년
  - 폴란드의 정치인 레흐 카친스키. (~2010년)
  - 폴란드의 정치인 야로스와프 카친스키.
  - 미국의 삽화가, 아동문학 작가 크리스 반 알스버그.
  - 대한민국의 공무원, 정치인 한덕수.
- 1950년 - 동독의 허들 선수 안넬리 에르하르트. (~2024년)
- 1952년
  - 대한민국의 전 가수, 기업인, SM 엔터테인먼트 대표이사 이수만.
  - 대한민국의 배우 전인택.
  - 이탈리아, 미국의 배우 이사벨라 로셀리니.
  - 시칠리아의 이탈리아 가수 마르첼라 벨라.
- 1954년
  - 미국의 배우 캐슬린 터너.
  - 소련의 역도 선수 빅토르 마진. (~2022년)
- 1955년 - 미국의 배우 샌디 앨런. (~2008년)
- 1956년 - 대한민국의 배우 유동근.
- 1957년 - 스페인의 축구 선수 미겔 앙헬 로티나.
- 1959년 - 대한민국의 드라마본부 구본근.
- 1960년 - 대한민국의 정치인 김정호.
- 1962년
  - 대한민국의 배우 이경표. (~2023년)
  - 일본의 프로레슬링 선수 미사와 미쓰하루. (~2009년)
- 1963년 - 미국의 키보디스트 디지 리드.
- 1964년 - 사담 후세인의 장남 우다이 후세인. (~2003년)
- 1967년 - 대한민국의 배우 지수원.
- 1968년 - 대한민국의 정치인 김정우.
- 1972년
  - 대한민국의 전 야구 선수, 현 야구 코치 문동환.
  - 대한민국의 배우 김영희.
- 1973년
  - 일본의 성우 카카즈 유미.
  - 미국의 가수 레이 라몬테인.
- 1974년 - 대한민국의 축구 감독 빈첸초 몬텔라.
- 1975년
  - 미국의 경찰관 카일 딩켈러. (~1998년)
  - 캐나다의 아이스하키 선수 마르탱 생루이.
- 1976년
  - 미국의 컨트리 가수 블레이크 셸턴.
  - 일본의 성우 신가키 타루스케.
- 1977년
  - 대한민국의 배우 이정준.
  - 에스토니아의 정치인 카야 칼라스.
- 1979년 - 일본의 성우 코바야시 유미코.
- 1980년 - 대한민국의 야구 선수 이종욱.
- 1981년
  - 대한민국의 야구 선수 엄정욱.
  - 미국의 연예 기획자 스쿠터 브론.
- 1982년 - 이탈리아의 전 축구 선수 마르코 보리엘로.
- 1983년 - 대한민국의 배우 김사희.
- 1984년
  - 대한민국의 모델 이혜정.
  - 일본의 성우 츠지 아유미.
- 1985년 - 대한민국의 배우 정다혜.
- 1986년
  - 영국의 배우 리처드 매든.
  - 프랑스의 테니스 선수 리샤르 가스케.
- 1987년
  - 대한민국의 야구 선수 김사훈.
  - 터키의 영화 배우 에즈기 아사롤루.
- 1988년
  - 대한민국의 가수 금미 (크레용팝).
  - 알제리의 축구 선수 이슬람 슬리마니.
- 1989년
  - 대한민국의 래퍼 김태헌 (제국의 아이들).
  - 대한민국의 야구 선수 윤명준.
  - 가봉의 축구 선수 피에르에므리크 오바메양.
  - 대한민국의 가수 이민.
- 1991년
  - 대만의 배우, 가수 커전둥.
  - 일본의 배우 겸 가수 오카모토 레이.
- 1992년
  - 대한민국의 가수 셔누 (몬스타엑스).
  - 일본의 축구 선수 오카모토 다쿠야.
- 1993년 - 일본의 가수 나카쓰카 도모미.
- 1994년
  - 대한민국의 배우 오채이.
  - 미국의 래퍼 테이크오프. (~2022년)
  - 스페인의 육상 선수 알바로 마르틴.
  - 일본의 축구 선수 이와나미 다쿠야.
- 1995년
  - 대한민국의 가수 호.
  - 스페인의 축구 선수 마리오 에르모소.
  - 일본의 아이돌, 배우 마츠무라 호쿠토.
  - 대한민국의 가수 최향.
- 1996년
  - 일본의 배우 미요시 아야카.
  - 대한민국의 전 야구 선수 문석종.
  - 대한민국의 바둑 기사 김민석.
- 1997년
  - 대한민국의 전직 카트라이더 프로게이머 김승태.
  - 모로코의 축구 선수 아민 하리트.
- 1998년 - 슬로바키아의 소프라노 파트리치아 야네치코바. (~2023년)
- 1999년 - 대한민국의 가수 아린 (오마이걸).
- 2001년
  - 일본의 가수 야부키 나코 (HKT48 팀H, AKB48 팀B, 아이즈원).
  - 대한민국의 리그 오브 레전드 프로게이머 캐니언.
  - 조지아의 유도 선수 일리아 술라마니제.
- 2002년
  - 대한민국의 인플루언서 태리.
  - 대한민국의 가수 김성연.
- 2003년 - 대한민국의 축구 선수 박준영.
- 2006년 - 네덜란드의 공주 오라녜나사우 여백작 자리아.
- 2013년 - 대한민국의 아역 배우 김시하.

## 사망
- 1408년 - 조선의 초대 국왕 태조. (1335년~)
- 1650년 - 독일의 천문학자 크리스토프 샤이너. (1575년~)
- 1902년 - 영국의 소설가 및 사상가 새뮤얼 버틀러. (1835년~)
- 1928년 - 노르웨이의 탐험가, 연구자 로알 아문센. (1872년~)
- 1936년 - 러시아의 작가 막심 고리키. (1868년~)
- 1974년 - 구 소련의 군인 게오르기 주코프. (1896년~)
- 1985년 - 일본의 기업인 나가노 카즈오. (1952년~)
- 1998년 - 대한민국의 영화배우, 감독 김진규. (1923년~)
- 2003년 - 미국의 야구인 래리 도비. (1923년~)
- 2010년 - 포르투갈의 소설가 주제 사라마구. (1922년~)
- 2011년 - 소련과 러시아의 활동가, 인권 운동가 옐레나 본네르. (1923년~)
- 2015년 - 일본의 성우 타테카베 카즈야. (1934년~)
- 2018년 - 미국의 가수 XXX텐타시온. (1998년~)
- 2020년
  - 영국의 가수, 작곡가 베라 린. (1917년~)
  - 미국의 음악프로듀서 엘링턴 조던. (1940년~)
- 2021년
  - 이탈리아의 축구 선수 잠피에로 보니페르티. (1928년~)
  - 인도의 육상 선수 밀카 싱. (1929년~)
  - 일본의 가수, 작곡가 테라우치 타케시. (1939년~)
- 2023년
  - 파키스탄의 자선가 샤자다 다우드. (1975년~)
  - 대한민국의 레이싱 모델 임지혜. (1986년~)
  - 미국의 기업인 스톡턴 러시. (1962년~)
  - 영국의 사업가, 조종사, 탐험가 해미시 하딩. (1964년~)
- 2024년
  - 미국의 야구 선수 윌리 메이스. (1931년~)
  - 프랑스의 영화배우 아누크 에메. (1932년~)
  - 미국의 색소폰 연주자 제임스 챈스. (1953년~)
  - 우즈베키스탄의 외교관 비탈리 펜. (1947년~)
- 2025년 - 미국의 싱어송라이터 루 크리스티. (1943년~)

## 기념일
- 건설의 날: 대한민국
- 영국군 철수의 날(Eid el-Galaa): 1956년 이집트에서의 영국군 완전 철수를 기념하는 날, 이집트
- 국경일(National Day): 1993년의 다당제 도입을 기념하는 날, 세이셸
- 워털루 데이: 영국

## 같이 보기
- 전날: 6월 17일 다음날: 6월 19일 - 전달: 5월 18일 다음달: 7월 18일
- 음력: 6월 18일
- 모두 보기